# Nannopopillia viridula
Nannopopillia viridula är en skalbaggsart som beskrevs av Ernst Gustav Kraatz 1899. Nannopopillia viridula ingår i släktet Nannopopillia och familjen Rutelidae. Inga underarter finns listade i Catalogue of Life.